# Бриджес, Эбани
Эбани Бриджес (англ. Ebanie Bridges); 22 сентября 1986, Австралия) — австралийская женщина-боксёр. Чемпионка мира в легчайшей (IBF, 2022—2023) весовой категории.

## Биография
Выросла в Сиднее.
В подростковом возрасте увлекалась карате (получила чёрный пояс), кикбоксингом и тайским боксом. Около десяти лет занималась бодибилдингом.
Получила степень бакалавра математики, а затем степень магистра педагогики. Работает учителем математики в средней школе.
Участвовала в австралийском реалити-шоу «SAS Australia: Who Dares Wins».
Болеет за английский футбольный клуб «Лидс Юнайтед».

## Любительская карьера
Выступала на любительском ринге с 2016 по 2018 год в весовой категории до 54 кг.

## Профессиональная карьера
Тренируется у Арнела Баротилло.
Дебютировала на профессиональном ринге 8 февраля 2019 года. Победила по очкам.
8 февраля 2020 года победила бывшую претендентку на титул чемпионки мира во 2-м легчайшем весе американку Кристал Хой.
Сотрудничает с промоутером Эдди Хирном (Matchroom Sport).

### Чемпионский бой с Шэннон Картни
10 апреля 2021 года встретилась с британкой Шэннон Картни в бою за вакантный титул чемпионки мира во 2-м легчайшем весе по версии WBA. Проиграла по очкам.

### Чемпионский бой с Марией Сесилией Роман
26 марта 2022 года встретилась с чемпионкой мира в легчайшем весе по версии IBF аргентинкой Марией Сесилией Роман. Победила по очкам.
10 декабря 2022 года нокаутировала в 8-м раунде австралийку Шэннон О'Коннелл и защитила титул IBF.
9 декабря 2023 года проиграла экс-чемпионке мира во 2-м наилегчайшем весе японке Миё Ёсиде.

## Статистика боёв
В таблице перечислены результаты всех поединков боксёров.
В каждой строке указан результат поединка. Дополнительно номер поединка обозначен цветом, который обозначает итог поединка. Расшифровка обозначений и цветов представлена в нижеследующей таблице.
| Пример | Расшифровка                     |
| ------ | ------------------------------- |
|        | Победа                          |
|        | Ничья                           |
|        | Поражение                       |
|        | Планируемый поединок            |
|        | Поединок признан несостоявшимся |
| КО     | Нокаут                          |
| ТКО    | Технический нокаут              |
| PTS    | Решение судей (по очкам)        |
| UD     | Единогласное решение судей      |
| MD     | Решение большинства судей       |
| SD     | Раздельное решение судей        |
| RTD    | Отказ от продолжения боя        |
| DQ     | Дисквалификация                 |
| NC     | Поединок признан несостоявшимся |

| Бой | Дата            | Соперник                     | Место проведения                                                       | Результат | Примечание |
| --- | --------------- | ---------------------------- | ---------------------------------------------------------------------- | --------- | --- |
| 11  | 9 декабря 2023  | Миё Ёсида (16-4)             | Чейз-центр, Сан-Франциско, Калифорния, США                             | UD10 (10) | Титул чемпионки мира в легчайшем весе по версии IBF (2-я защита Бриджес). Счёт: 93-97 и 91-99 (дважды).               |
| 10  | 10 декабря 2022 | Шэннон О'Коннелл (23-6-1)    | First Direct Arena, Лидс, Йоркшир, Англия, Великобритания              | TKO8 (10) | Защитила титул чемпионки мира в легчайшем весе по версии IBF (1-я защита Бриджес). О'Коннелл в нокдауне в 3-м раунде. |
| 9   | 26 марта 2022   | Мария Сесилия Роман (16-5-1) | First Direct Arena, Лидс, Йоркшир, Англия, Великобритания              | UD10 (10) | Завоевала титул чемпионки мира в легчайшем весе по версии IBF (7-я защита Роман). Счёт: 100-91 и 97-93 (дважды).      |
| 8   | 4 сентября 2021 | Майлис Ганглофф (5-2)        | Headingley Rugby Stadium, Лидс, Йоркшир, Англия, Великобритания        | PTS8 (8)  | Счёт: 77-76. |
| 7   | 7 августа 2021  | Бек Коннолли (3-9)           | Matchroom HQ Garden, Брентвуд, Эссекс, Англия, Великобритания          | TKO3 (8)  | Коннолли в нокдауне в 3-м раунде.                                                                                     |
| 6   | 10 апреля 2021  | Шэннон Картни (6-1)          | Коппер-Бокс, Лондон, Англия, Великобритания                            | UD10 (10) | Бой за вакантный титул чемпионки мира во 2-м легчайшем весе по версии WBA. Счёт: 94-97 и 92-98 (дважды).              |
| 5   | 13 марта 2021   | Кэрол Ирл (3-3-1)            | Bankstown City Paceway, Condell Park, Новый Южный Уэльс, Австралия     | UD8 (8)   | Завоевала вакантный титул ANBF Australasian во 2-м легчайшем весе. Счёт: 79-73 и 80-72 (дважды).                      |
| 4   | 8 февраля 2020  | Кристал Хой (6-10-4)         | Hammond Civic Center, Хаммонд, Индиана, США                            | UD6 (6)   | Счёт: 60-54 (все). |
| 3   | 30 ноября 2019  | Каниттха Нинтхим (1-11)      | Brisbane Convention & Exhibition Centre, Брисбен, Квинсленд, Австралия | TKO2 (4)  | |
| 2   | 12 октября 2019 | Лаура Вудс (дебют)           | Club Punchbowl, Панчбоул, Новый Южный Уэльс, Австралия                 | TKO3 (4)  | |
| 1   | 8 февраля 2019  | Маика Парено (2-1)           | Hordern Pavilion, Сидней, Новый Южный Уэльс, Австралия                 | MD3 (3)   | Счёт: 30-28, 28-28, 29-28.                                                                                            |
| Бой | Дата            | Соперник                     | Место проведения                                                       | Результат | Примечание |

## Титулы и достижения

### Профессиональные

#### Региональные и второстепенные
- Титул ANBF Australasian во 2-м легчайшем весе (2021).

#### Мировые
- Чемпионка мира в легчайшем весе по версии IBF (2022—2023).